# Escrime aux Jeux panaméricains de 2019
Navigation
2015
Les compétitions d'escrime aux Jeux panaméricains de 2019 ont lieu du 5 au 10 août 2019 à Lima, au Pérou. 

## Médaillés

### Hommes
| Épée individuelle   | Rubén Limardo (VEN)                                             | Jesús Limardo (VEN)                                                            | Jhon Édison Rodríguez (COL)                                          |  |  |  |
| Épée individuelle   | Rubén Limardo (VEN)                                             | Jesús Limardo (VEN)                                                            | Yunior Reytor Venet (CUB)                                            |  |  |  |
| Épée par équipes    | Cuba Yunior Reytor Venet Reynier Henriquez Ortiz Luis Patterson | Argentine José Felix Domínguez Jesús Andrés Lugones Ruggeri Alessandro Taccani | Venezuela Rubén Limardo Jesús Limardo Francisco Limardo Grabiel Lugo |  |  |  |
|                     |                                                                 |                                                                                |                                                                      |  |  |  |
| Fleuret individuel  | Gerek Meinhardt (USA)                                           | Gustavo Alarcón (CHI)                                                          | Maximilien Van Haaster (CAN)                                         |  |  |  |
| Fleuret individuel  | Gerek Meinhardt (USA)                                           | Gustavo Alarcón (CHI)                                                          | Race Imboden (USA)                                                   |  |  |  |
| Fleuret par équipes | États-Unis Gerek Meinhardt Race Imboden Nick Itkin              | Brésil Henrique Marques Heitor Shimbo Guilherme Toldo                          | Canada Eli Schenkel Mikhail Sweet Maximilien Van Haaster             |  |  |  |
|                     |                                                                 |                                                                                |                                                                      |  |  |  |
| Sabre individuel    | Daryl Homer (USA)                                               | Pascual María Di Tella (ARG)                                                   | Harold Rodríguez (CUB)                                               |  |  |  |
| Sabre individuel    | Daryl Homer (USA)                                               | Pascual María Di Tella (ARG)                                                   | Shaul Gordon (CAN)                                                   |  |  |  |
| Sabre par équipes   | États-Unis Eli Dershwitz Daryl Homer Jeff Spear                 | Canada Shaul Gordon Joseph Polossifakis Farès Arfa                             | Colombie Luis Correa Pablo Trochez Sebastián Cuéllar                 |  |  |  |

### Femmes
| Épée individuelle   | Katharine Holmes (USA)                                           | Patrizia Piovesan (VEN)                                                | Isabel Di Tella (ARG)                                     |  |  |  |
| Épée individuelle   | Katharine Holmes (USA)                                           | Patrizia Piovesan (VEN)                                                | Nathalie Moellhausen (BRA)                                |  |  |  |
| Épée par équipes    | États-Unis Catherine Nixon Katharine Holmes Isis Washington      | Cuba Yamirka Rodríguez Seily Mendoza Diamelys González                 | Venezuela María Martínez Lizze Asis Patrizia Piovesan     |  |  |  |
|                     |                                                                  |                                                                        |                                                           |  |  |  |
| Fleuret individuel  | Lee Kiefer (USA)                                                 | Jessica Guo (CAN)                                                      | Eleanor Harvey (CAN)                                      |  |  |  |
| Fleuret individuel  | Lee Kiefer (USA)                                                 | Jessica Guo (CAN)                                                      | Beatriz Bulcão (BRA)                                      |  |  |  |
| Fleuret par équipes | États-Unis Lee Kiefer Nicole Ross Jacqueline Dubrovich           | Canada Alanna Goldie Eleanor Harvey Jessica Guo                        | Mexique Denisse Hernández Nataly Michel Melissa Rebolledo |  |  |  |
|                     |                                                                  |                                                                        |                                                           |  |  |  |
| Sabre individuel    | Anne-Elizabeth Stone (USA)                                       | María Belén Pérez Maurice (ARG)                                        | Alejandra Benítez (VEN)                                   |  |  |  |
| Sabre individuel    | Anne-Elizabeth Stone (USA)                                       | María Belén Pérez Maurice (ARG)                                        | Gabriella Page (CAN)                                      |  |  |  |
| Sabre par équipes   | États-Unis Anne-Elizabeth Stone Chloe Fox-Gitomer Monica Aksamit | République dominicaine Rossy Félix Lara Heyddys Ysabel Melody Martínez | Canada Gabriella Page Marissa Ponich Pamela Brind’Amour   |  |  |  |

## Tableau des médailles
| Rang  | Nation                 | Or | Argent | Bronze | Total |
| ----- | ---------------------- | -- | ------ | ------ | ----- |
| 1     | États-Unis             | 10 | 0      | 1      | 11    |
| 2     | Venezuela              | 1  | 2      | 3      | 6     |
| 3     | Cuba                   | 1  | 1      | 2      | 4     |
| 4     | Canada                 | 0  | 3      | 6      | 9     |
| 5     | Argentine              | 0  | 3      | 1      | 4     |
| 6     | Brésil                 | 0  | 1      | 2      | 3     |
| 7     | Chili                  | 0  | 1      | 0      | 1     |
| 7     | République dominicaine | 0  | 1      | 0      | 1     |
| 9     | Colombie               | 0  | 0      | 2      | 2     |
| 10    | Mexique                | 0  | 0      | 1      | 1     |
| Total | Total                  | 12 | 12     | 18     | 42    |